# Stratosphere Las Vegas

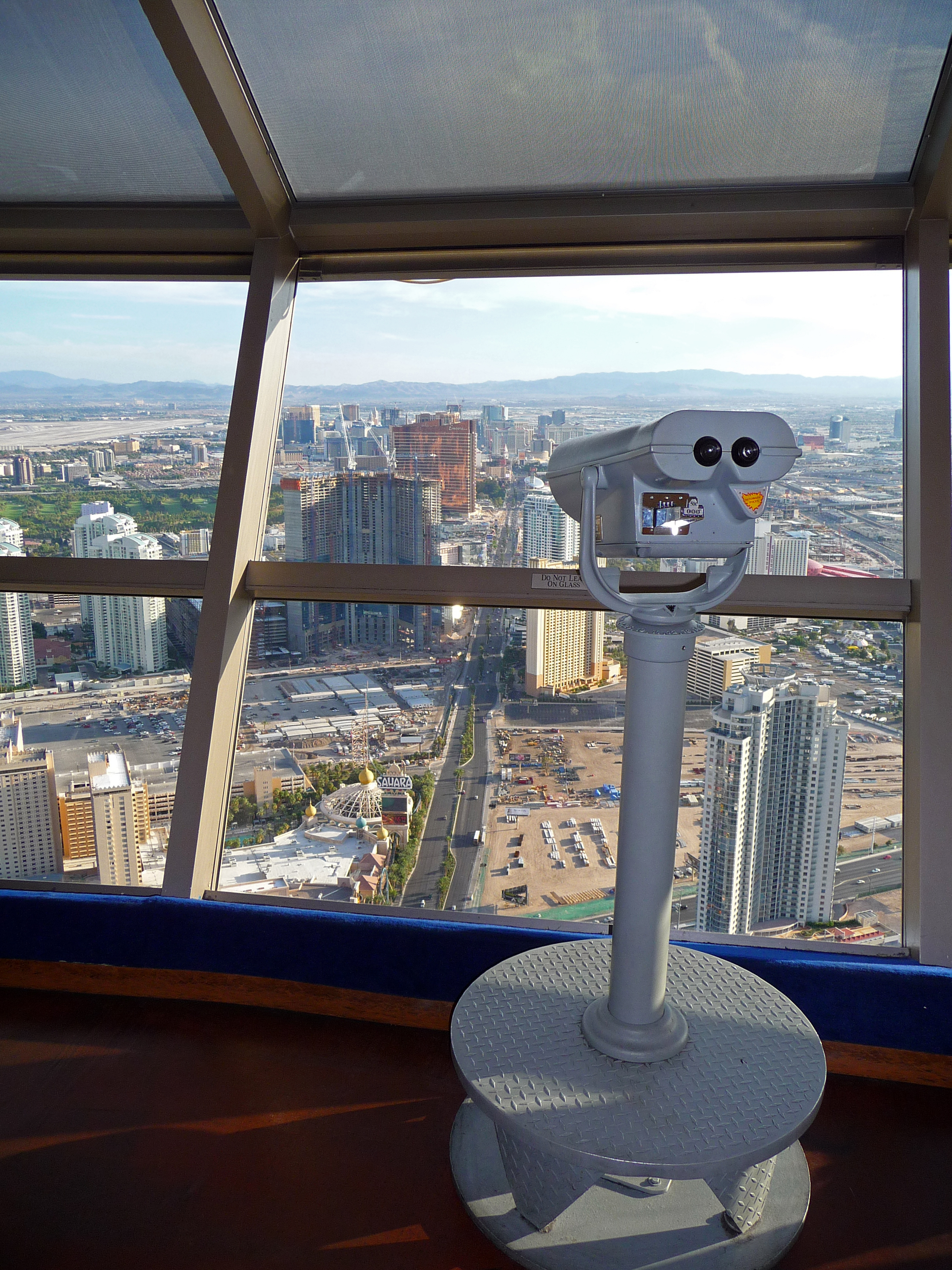
Utsikt från toppen av tornet.

Stratosphere Las Vegas är ett hotell, kasino och torn beläget vid Las Vegas Boulevard i Las Vegas (Nevada i västra USA).
Anläggningens mest framträdande del är den 350 meter höga Stratosphere Tower. Detta är det högsta fristående tornet med observationsplattform i USA; på västra halvklotet är endast CN Tower i Toronto (Ontario i Kanada) högre. Det är det högsta tornet väster om Mississippifloden och den högsta byggnadskonstruktionen i Nevada.
Själva hotellet är beläget i en separat, 24 våningar hög byggnad med 2 427 hotellrum och ett 7 400 kvadratmeter stort kasino. Etablissemanget ägs och drivs av Golden Entertainment, som 2017 förvärvade denna samt tre andra anläggningar för 850 miljoner US-dollar.
The Stratosphere Las Vegas är beläget en bit ifrån Las Vegas Strip men räknas ändå ofta in i dess reseguider. Den ligger till skillnad från attraktionerna längs med själva Las Vegas Strip faktiskt i staden Las Vegas. I mars 2018 offentliggjorde de nya ägarna planer på en renovering av anläggningen, kostnadsberäknad till 180 miljoner US-dollar.

## Historia

### Tidiga år
Bob Stupak öppnade 1974 ett litet kasino i Las Vegas med namnet Bob Stupak's World Famous Million-Dollar Historic Gambling Museum and Casino. Det var beläget norr om Las Vegas Strip, på mark som tidigare användes av återförsäljare av bilmärkena Lincoln och Mercury. Två månader senare brann kasinot ner till grunden. Bob Stupak byggde dock upp anläggningen och öppnade igen 1979.

### Koncept och konstruktion

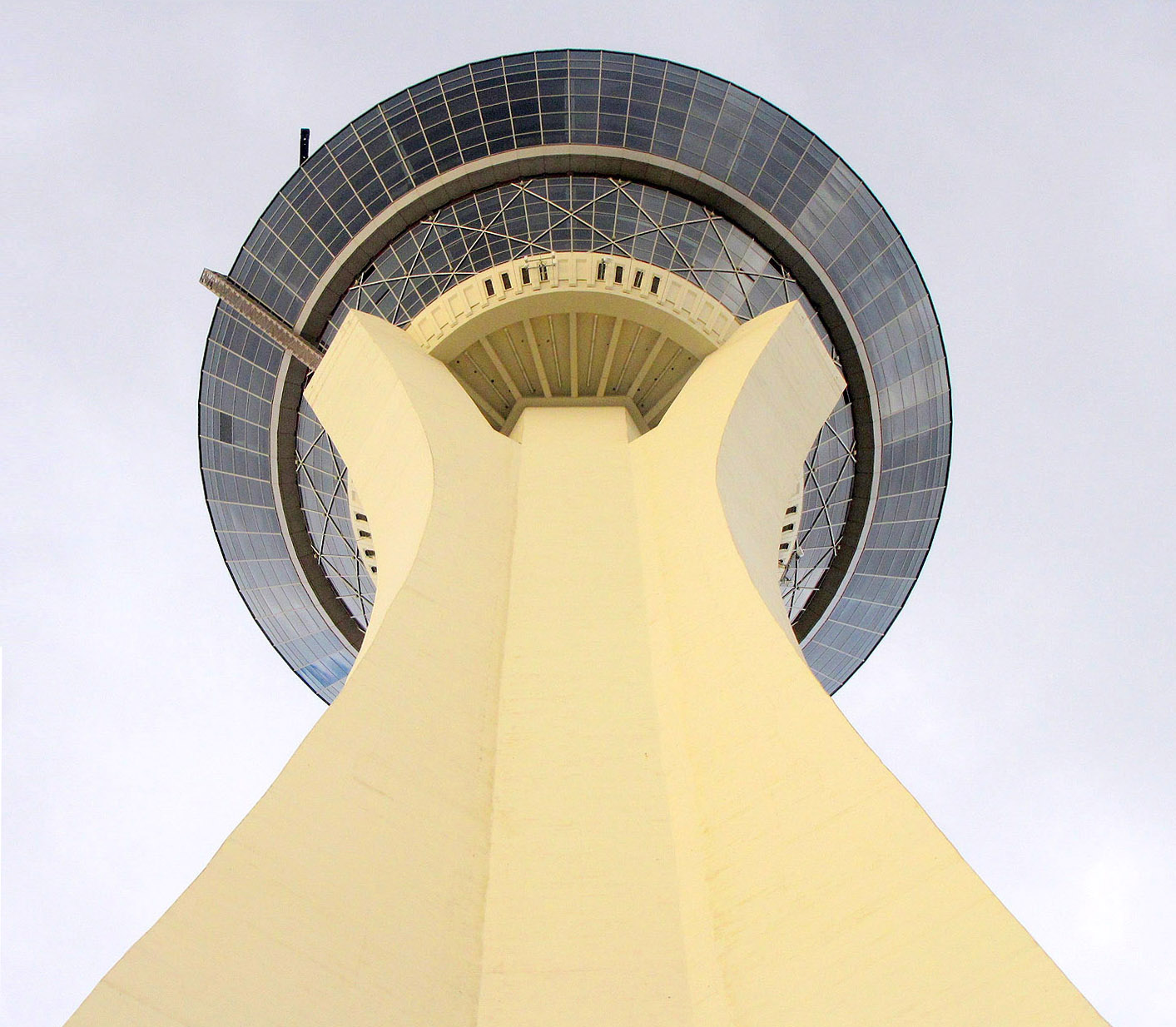
I denna vy från gatunivån syns X-Scream-banan som hänger utanför tornets kant.

Idén med ett högt torn till anläggningen började som en plan för ett 308 meter högt reklamtorn med neonskyltar. I början av 1989 förelade Stupak för stadens styrande ritningar på det hela, för ett torn som skulle blir fyra gånger så högt som själva hotellet. Senare samma vecka drog Stupak tillbaka sina planer för att kunna inkludera en hiss upp till en observationsplattform i tornet. Stupak ville att tornet skulle bli ett landmärke för staden och menade att han ville skapa ett landmärke i klass med Eiffeltornet, Empire State Building och Space Needle.
Därpå kontaktade Stupak en ingenjörsfirma i Texas, vars specialitet var utformandet av radiomaster. De tillverkade en serie av möjliga varianter på hur det färdiga tornet skulle kunna se ut, baserat på utdragna varianter av deras vanliga tornkonstruktioner av fackverk. Dessa lösningar sågs dock som otillräckliga, varvid ett alternativ lösning med ett 350 meter högt torn togs fram. Arkitekten Ned Baldwin, skaparen av CN Tower i Toronto, kopplades in på projektet, och ett nytt team av lokala ingenjörer och arkitekter fick i uppdrag att slutföra förarbetet på den nya tornlösningen.
I februari 1990 offentliggjorde Stupak sitt omarbetade koncept med ett 308 meter högt observationstorn med en roterande restaurang och fyra lyxsviter. Tornet var också tänkt att inkludera en inomhuspark med afrikanska lejon, samt fyra bröllopskapell. I april 1990 godkändes Stupaks planer av Las Vegas kommunstyrelse, trots invändningar från den federala flygmyndigheten (som menade att tornet var närmare 70 meter för högt). Stupak hade ursprungligen tänkt sig ett 548 meter högt torn (förebilden CN Tower är 553 meter högt), men dessa planer fick lov att modifieras på grund av farhågor om störningar på flygtrafiken till och från närliggande McCarran International Airport.
Bygget av tornet – som kostnadsberäknades till 32 miljoner US-dollar – inleddes i februari 1992. 29 augusti 1993 fick Stupaks Vegas World lov att utrymmas på hundrals hotellgäster, efter att det halvfärdiga tornet mitt i natten fattat eld. Inga människor blev dock skadade. Stratosphere-tornet var ursprungligen tänkt att öppna i augusti 1994, men branden riskerade att försena de planerna med cirka två månader. Stupak sa dock att tornets första fas skulle göras klart i tid med hjälp av en uppsnabbningar i byggprocessen. En stor byggnadskran på toppen av tornet blev också skadad i branden, vars orsak då inte var klarlagd. Månaden därpå förhindrade starka vindar nedmonteringen av kranen.
I november 1993 offentliggjorde Grand Casinos planer på att förvärva 33 procent av hotelletablissemanget Stratosphere and Vegas World. Vegas World stängde i februari 1995, för att ge utrymme åt en ombyggnad i samband med färdigställandet och integrerandet av den nya Stratosphere-anläggningen. Vegas Worlds befintliga anläggning skulle byggas ut två hotellskrapor från den dåvarande kapaciteten om 932 rum. I samband med att tornbygget närmade sig sin fullbordan meddelades att forslandet av besökare till tornets topp delvis skulle komma att göras med hjälp av en enorm apa (jämför King Kong).

### Stratosphere Las Vegas (från 1996)
Stratosphere Tower öppnade den 30 april 1996. Kort efter öppnandet meddelade ägarbolaget Stratosphere Corporation att de gått i konkurs. Detta gjorde att byggnadsarbetena på en av de nya hotellskraporna avbröts med endast några få våningsplan färdigställda. Därefter övertog Carl Icahn kontrollen över projektet genom att köpa in en majoritet av de tillgängliga aktierna.
I juni 2001 tillkom en ytterligare tillbyggnad, då bygget på den sista hotellskrapan slutfördes med ett sammanlagt tillskott på 1000 hotellrum.
I början av 00-talet försökte ägarna av Stratosphere Tower få tillstånd till att konstruera en berg- och dalbana som skulle löpa flera hundra meter upp i tornet, alternativt över Las Vegas Boulevard. I det alternativa förslaget ingick en monumental entré till staden Las Vegas, placerad där banan skulle löpa över boulevarden. Kommunstyrelsen godkände inte detta projekt, på grund av befarat oväsen från banans vagnar på omgivande fastigheter.
I januari offentliggjorde ägaren American Casino & Entertainment Properties en ny attraktion på toppen av tornet – SkyJump, en bungyjump-liknande åkattraktion som skulle möjliggöra ett fall på 260 meter. Den öppnade den 20 april 2010.
Radiostationerna KOAS 105.7 och KVGS 107.9 har sändarantenner på toppen av tornet. Signalerna från tornet är dock på relativt låg effekt, och stationernas huvudantenner finns på annat håll.
I början av 2010 renoverade Stratosphere olika delar av anläggningen. Som del av en renoveringsplan på 20 miljoner USA-dollar gjordes förbättringar på många av hotellrummen, kasinot och entrépartierna. Flera uppgraderingar har också gjorts i anläggningarna i själva tornet.
I juni 2017 beslutades om en försäljning av anläggningens ägarbolag till Golden Entertainment. Fyra månader senare slutfördes köpet av Stratosphere Las Vegas och relaterade anläggning till en kostnad av 850 miljoner US-dollar. Detta inkluderade Arizona Charlie's Boulder, Arizona Charlieäs Decatur och Aquarius Casino Resort.
I mars 2018 offentliggjorde Golden Entertainment planer på en 140 miljoner US-dollar stor renovering av anläggningen.

## Attraktioner

### Åkattraktioner

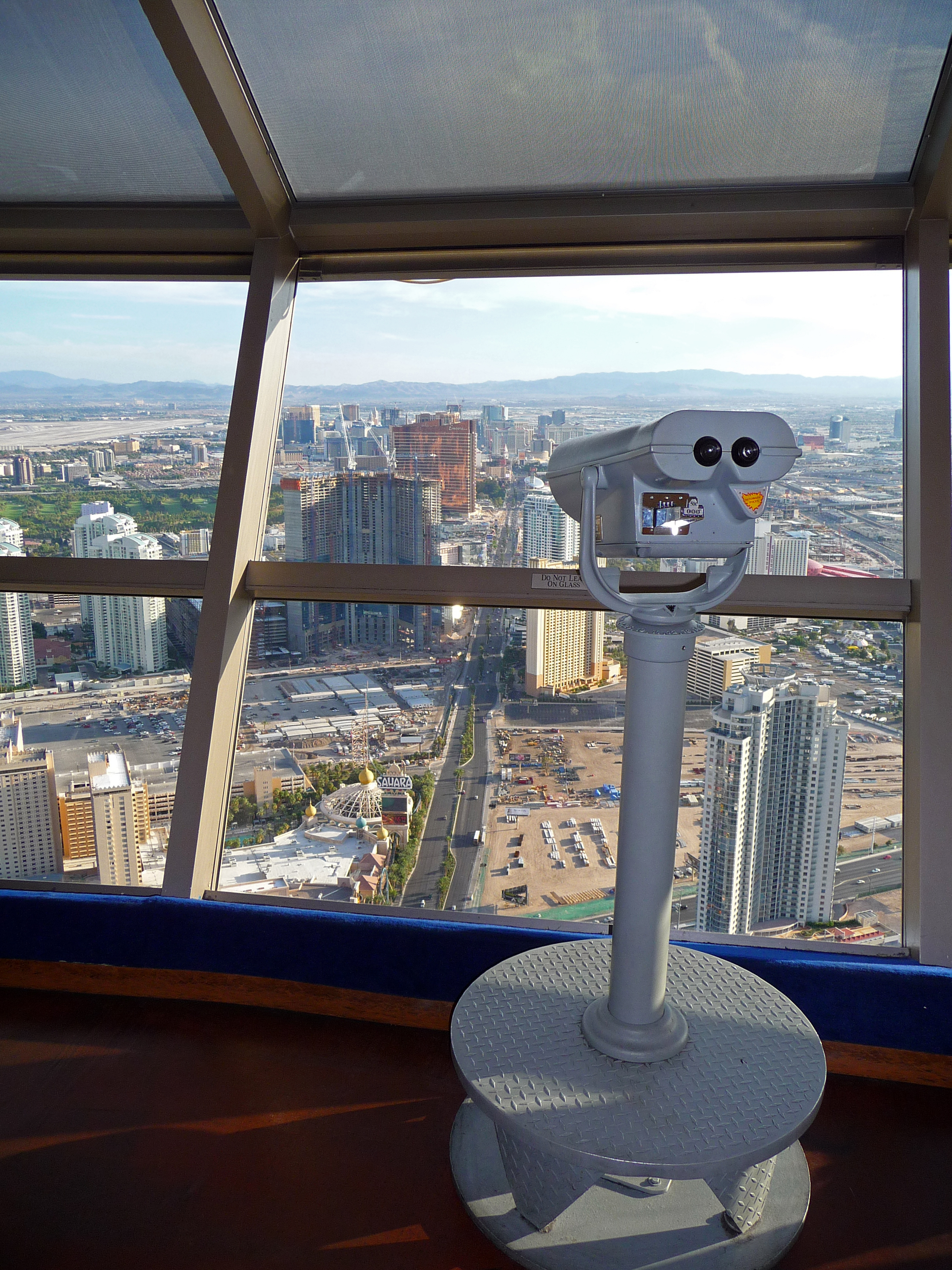
Vy från toppen av tornet.

Toppen av tornet har två observationsplattformar, en (roterande) restaurang vid namn "Top of the World" samt fyra åkattraktioner:
- Big Shot, på 329 meters höjd. Den var världens högst belägna åkattraktion fram tills att Sky Drop öppnade på 484 meters höjd i Canton Tower.
- Insanity, invigd 2005 och placerad på 274 meters höjd, är världens tredje högst belägna åkattraktion. Den låter de åkande dingla över tornets kant och snurrar därefter runt sin egen axel i 60 km/h. 2005 skedde en incident där banan stoppade och de åkande lämnades hängande i över en timmes tid.
- SkyJump Las Vegas, en bungyjump-liknande åkattraktion som låter de åkande falla 260 meter. SkyJump öppnade 20 april 2010.
- X-Scream, som på 263 meters höjd är den fjärde högst belägna åkattraktionen i världen.

Tidigare åkattraktioner
- High Roller, på 277 meters höjd,[31] var den näst högst belägna åkattraktionen i världen, samt den högst belägna berg- och dalbanan. Den stängdes 30 december 2005 och nedmonterades därefter.[32]

### Stratosphere Tower-butikerna
The Tower Shops är ett köpcenter på den andra nivån i tornet. Den är en förbindelselänk mellan kasinot och entrén till tornet. Förutom olika sorters butiker finns en komediscen och ett fotogalleri med verk av den prisbelönte fotografen John Knopf.

### Framträdanden
Anläggningens kasino har en scen där olika nöjesföreställningar passerat revy. Frankie Moreno Live at Stratosphere avslutade där 2014 en nästan 600 lång svit av scenshower.
Andra återkommande framträdanden har gjorts av Playboy-bekanta Claire Sinclair samt David Perrico med bandet Pop Evolution.

## Övriga delar i anläggningen

### Restauranger
Följande matserveringar finns i anläggningen:
- Top of the World
- McCall's Heartland Grill
- Fellini's Ristorante
- Roxy's Diner
- The Buffet
- Level 8 Pool Cafe
- Tower Pizzeria
- Starbucks
- Level 107 Lounge

### Spel
Bland kasinospelen finns enarmade banditer och videopoker. Anläggningen har ärvt några mer ovanliga kasinospel från sin föregångare. I det 7 400 kvadratmeter stora kasinot finns bland annat 50 olika bordsspel, 1 500 spelautomater och pokermaskiner samt ett pokerrum.

## Galleri

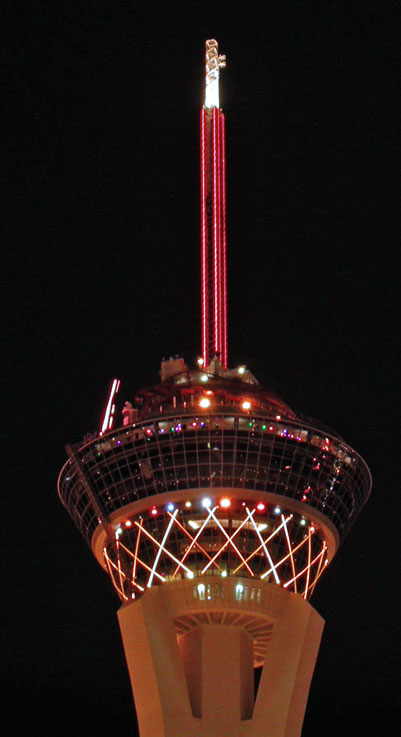
The Stratosphere nattetid.
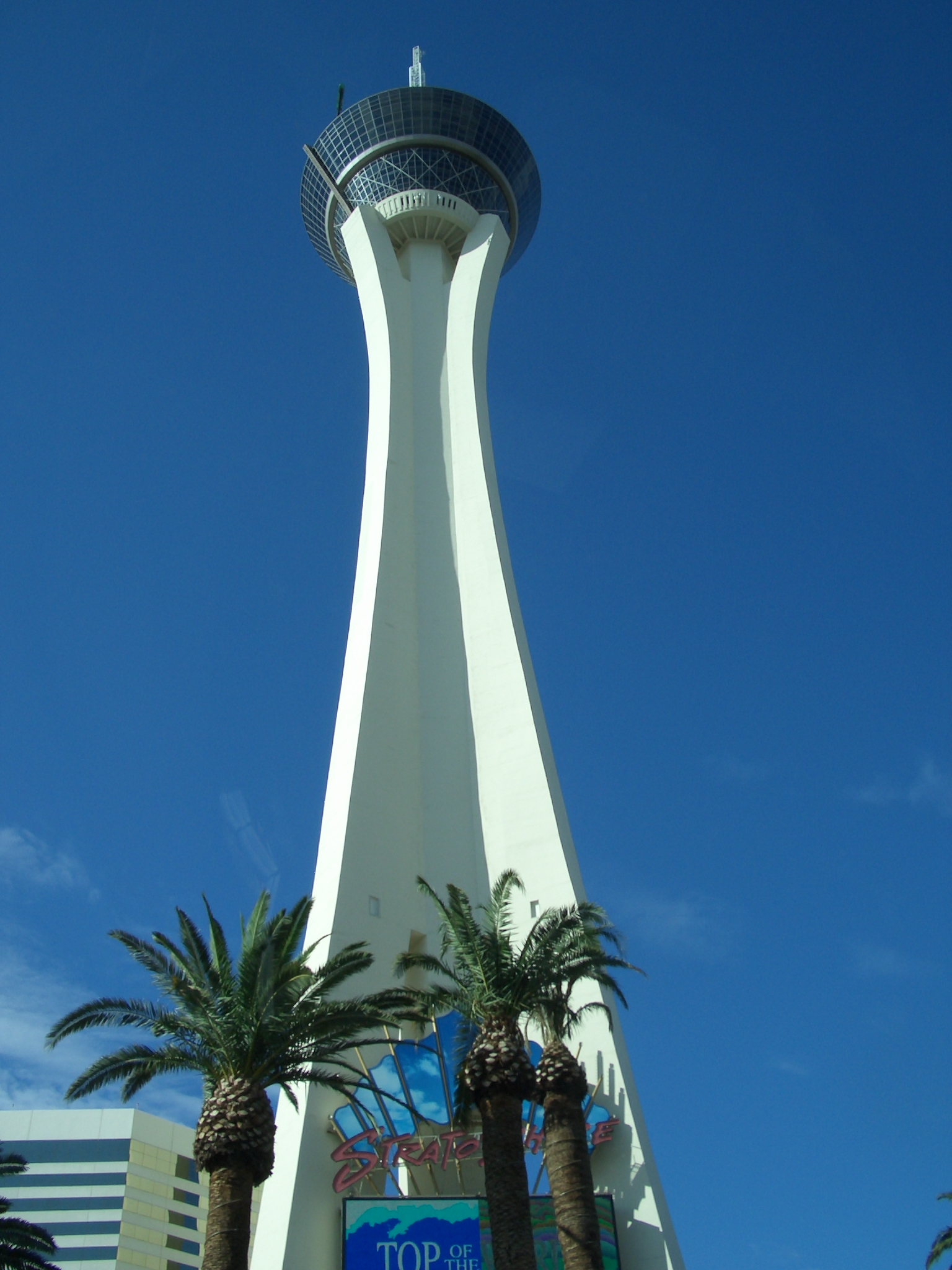
Vy från framsidan.
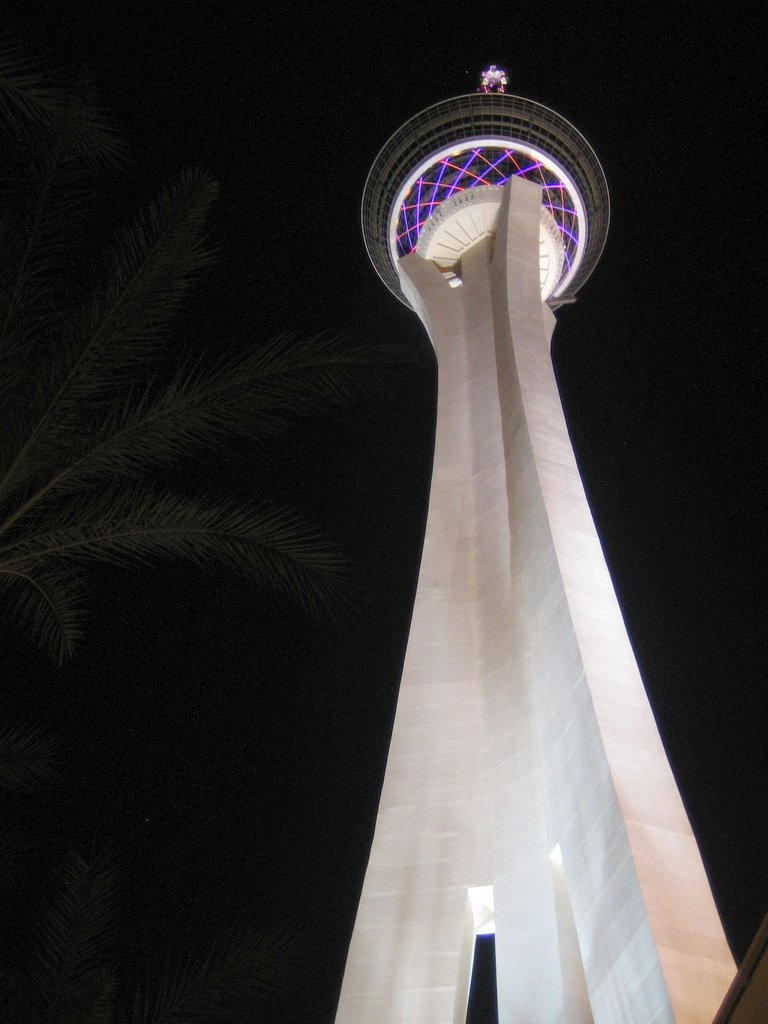
Vy nerifrån (inverterad bild).
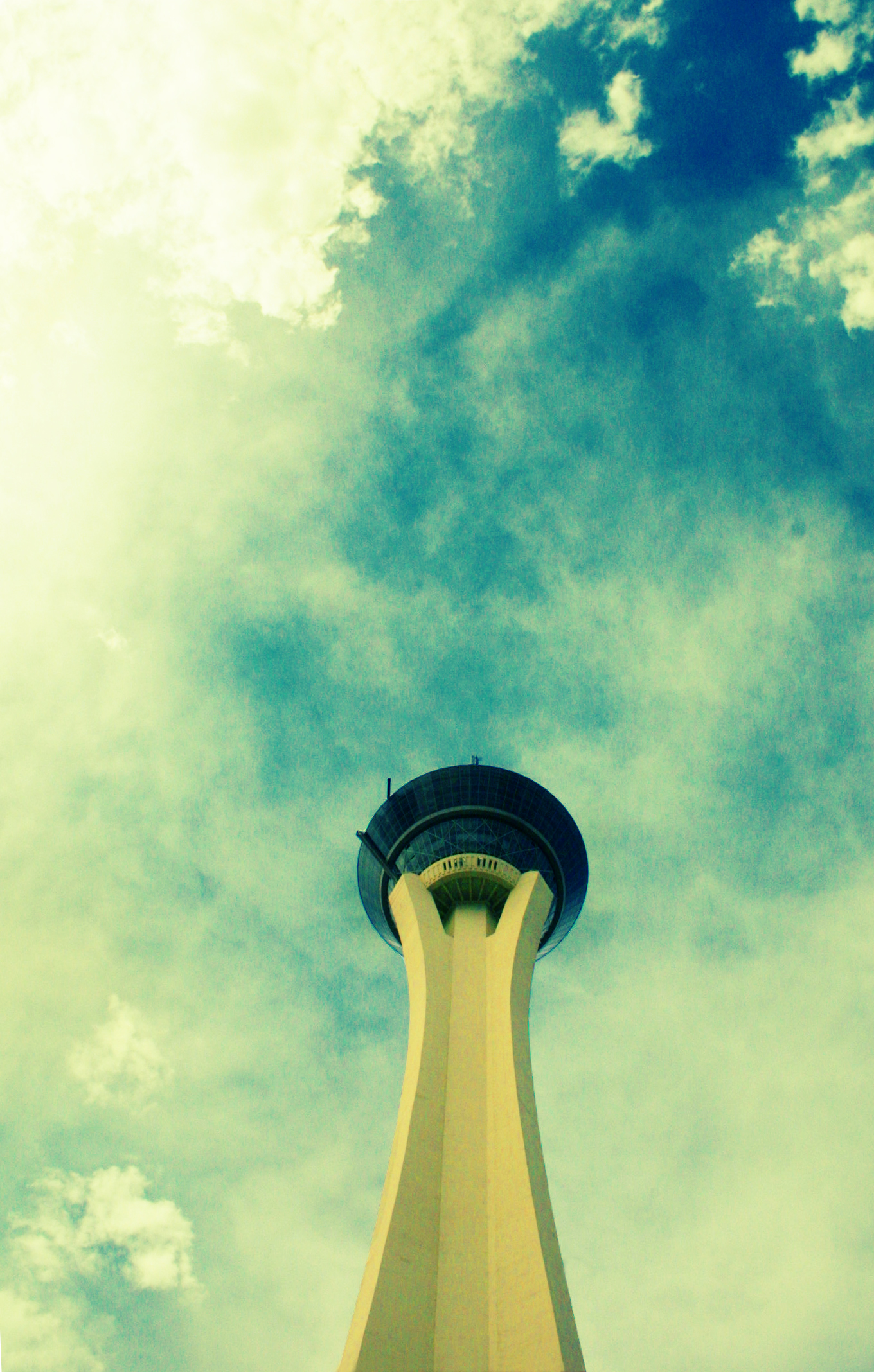
Moln över Stratosphere vid middagstid.
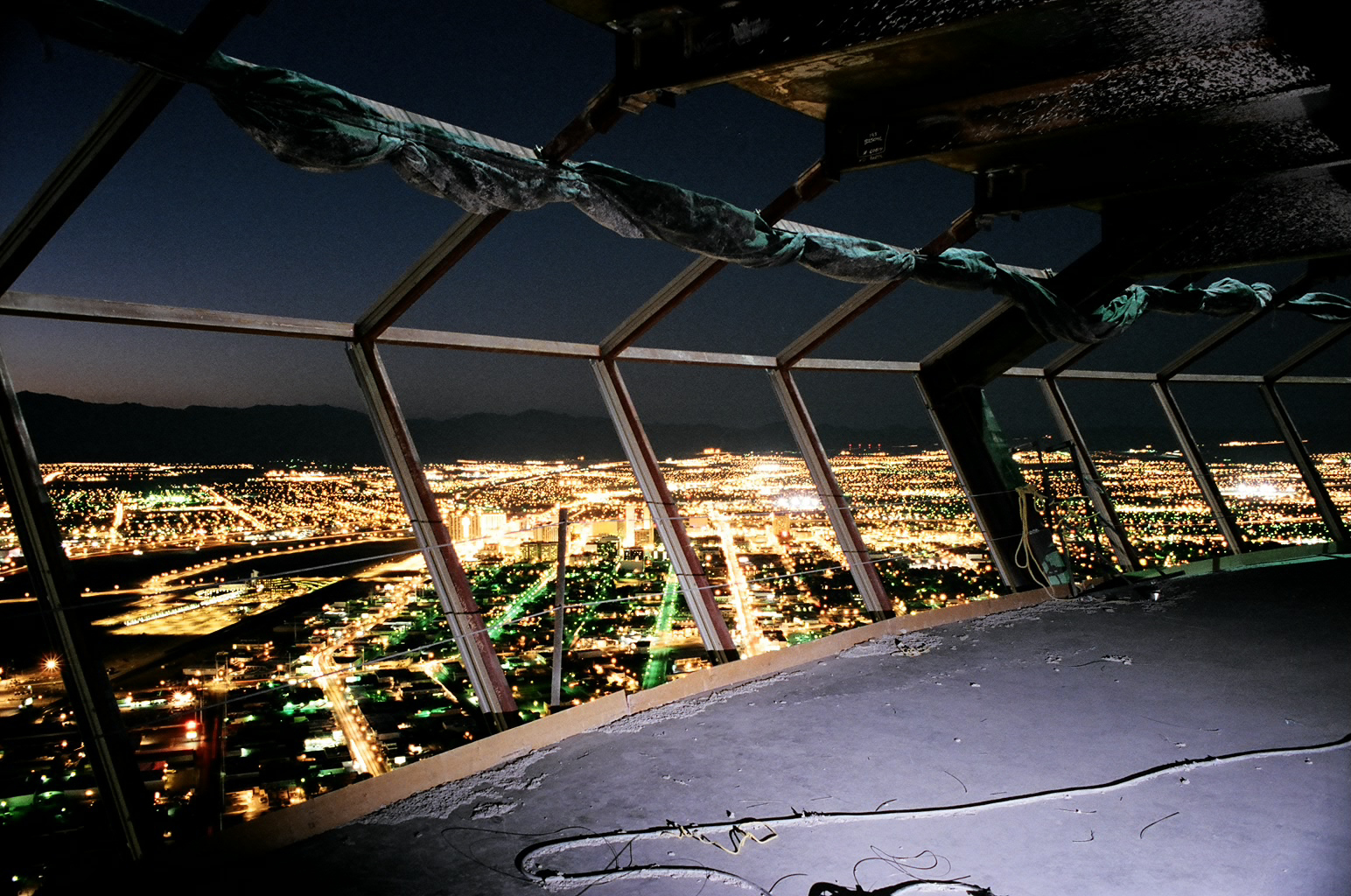
Vy från Stratosphere under byggnadstiden.
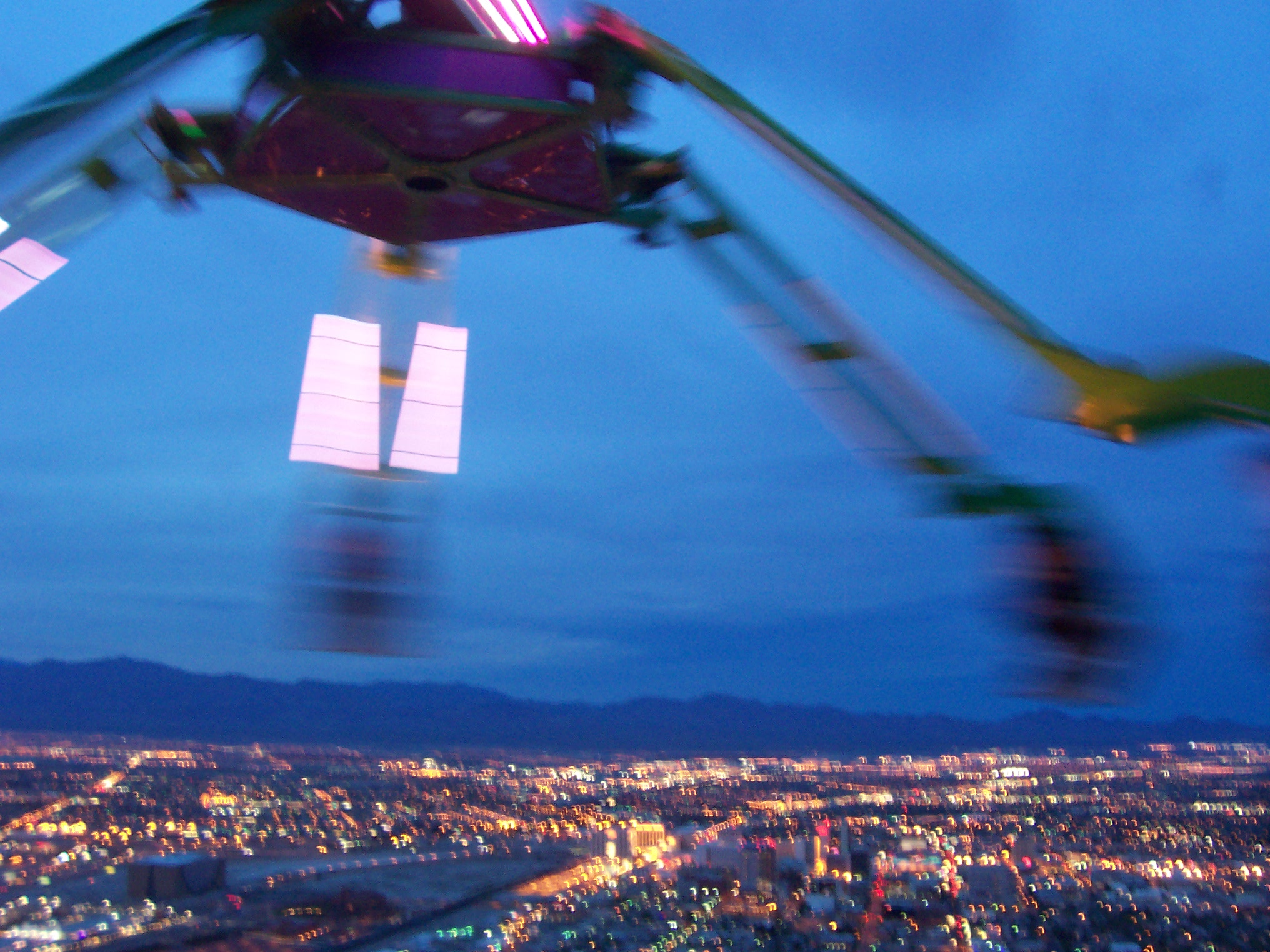
Insanity uppe på tornet.
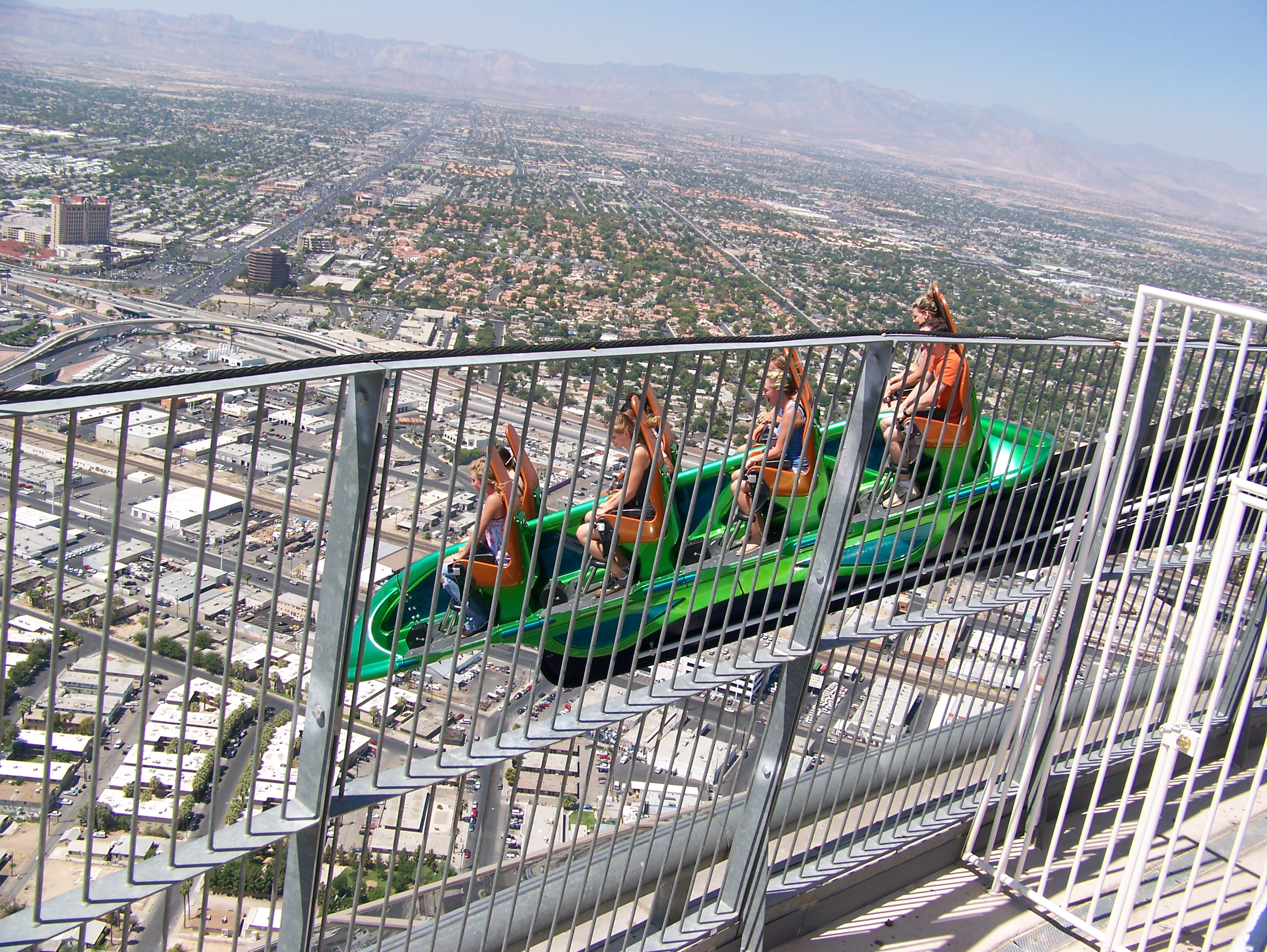
X-Scream på toppen av Stratosphere låter de åkande dingla över kanten.
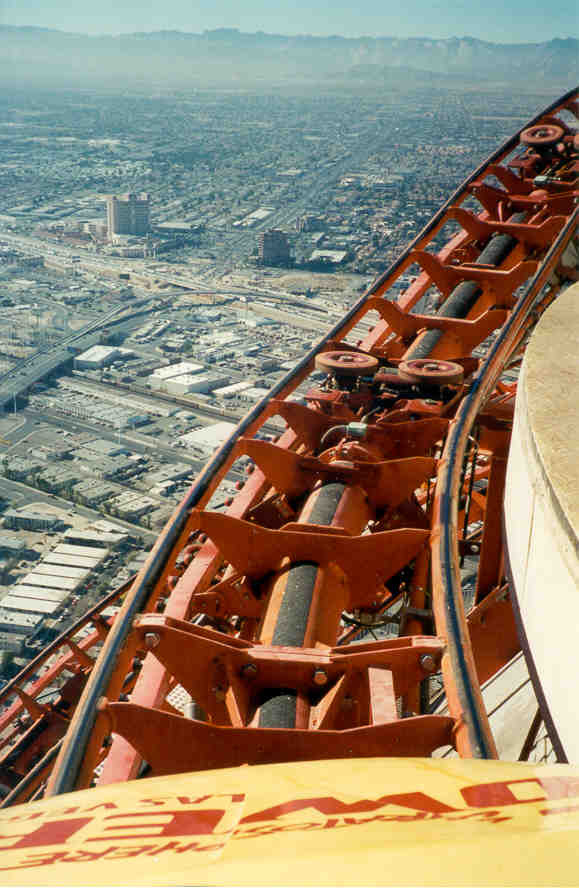
Den tidigare åkattraktionen High Roller
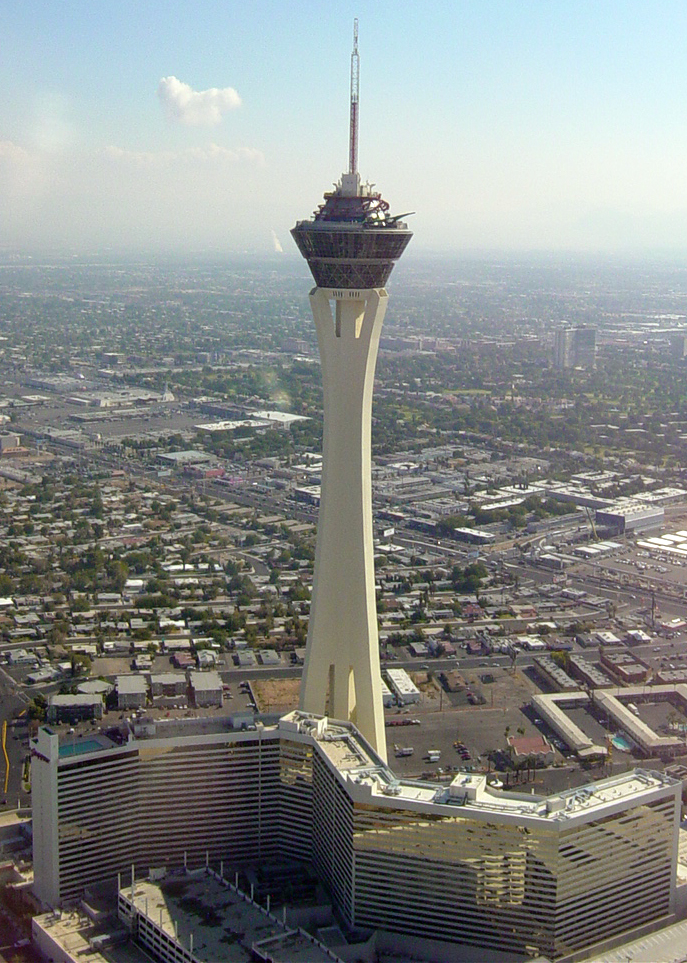
Flygbild över Stratosphere
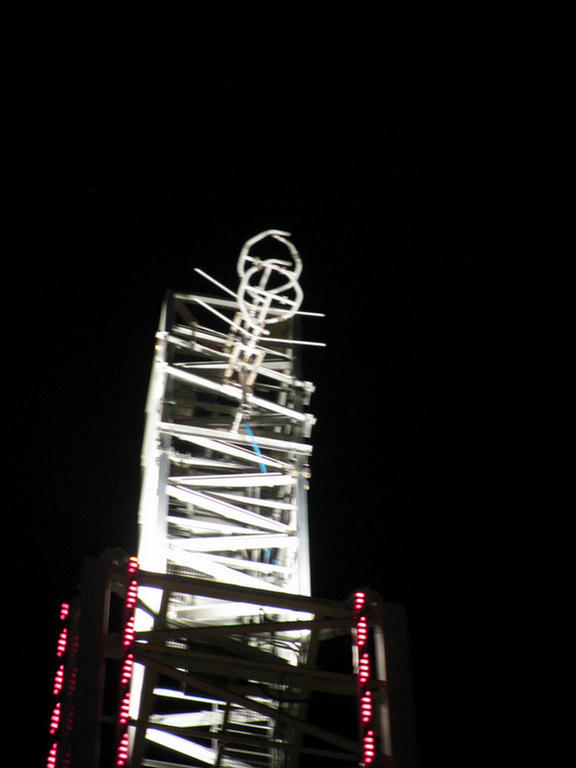
Bild av sändarantennen för KOAS och KVGS.